# 自由网
Hyphanet，舊稱自由网（英語：Freenet）是对等网络的一个应用软件。用Java编写的跨平台软件，有5个以上节点的用户群，就可以用宽带分享种子文件，组成独立的网络系统。主要应用在匿名互联网领域，如海盗湾、维基解密、丝绸之路等。